# Bildungsministerium
Ein Bildungsministerium oder eine Bildungsbehörde ist ein Ministerium mit den Agenden der Bildungspolitik.

## Begriffsbestimmung
Schulischer und hochschulischer Sektor können auch getrennt sein, dann nennt man erstere auch speziell Erziehungsministerium oder Unterrichtsministerium, zweiteres ist dann meist ein Wissenschaftsministerium, oft mit Portefeuilles wie Forschungsministerium oder Technologieministerium vereint.
In manchen deutschen Ländern wird auch die Bezeichnung Schulbehörde verwendet.
Sind Kulturministerium und Bildungsministerium vereint, nennt man das in Deutschland ein Kultusministerium. Dies ist in vier Ländern der Fall: im Ministerium für Kultus, Jugend und Sport Baden-Württemberg, dem Bayerischen Staatsministerium für Unterricht und Kultus, dem Niedersächsischen Kultusministerium und dem Sächsischen Staatsministerium für Kultus.
Die Bildungsministerien sind die oberste Instanz der Schulaufsicht und der Staatlichen Schulämter.
Als erstes modernes Bildungsministerium der Neuzeit gilt die 1773 in Polen gebildete Kommission für nationale Bildung.

## Liste
| Land                   | Ministerium | kurz                     | Portefeuilles und Anmerkungen | Minister                                               |
| ---------------------- | --- | ------------------------ | --- | ------------------------------------------------------ |
| Volksrepublik China    | 教育部 Jiàoyùbù Ministerium für Bildung | MOE                      | |                                                        |
| Dänemark               | Undervisningsministeriet |                          | Bildung | Merete Riisager                                        |
| Dänemark               | Ministeriet for Forskning, Innovation og Videregående Uddannelser |                          | Forschung, Innovation und Hochschulausbildung | → Liste                                                |
| Deutschland            | Bundesministerium für Bildung, Familie, Senioren, Frauen und Jugend | BMBFSF                   | Bund: Bildung Länder: unterschiedlich Bildungspolitik ist Aufgabe der Länder. | → Liste der Bundesminister → amtierende Landesminister |
| Finnland               | Opetus- ja kulttuuriministeriö |                          | Bildung und Kultur |                                                        |
| Frankreich             | Ministère de l’Éducation nationale |                          | Seit 2014 „Ministère de l’Éducation nationale, de l’Enseignement supérieur et de la Recherche“, also Ministerium für Nationale Bildung, Hochschule und Forschung | → Liste                                                |
| Gambia                 | Ministerium für den primären und sekundären Bildungsbereich | MoSBSE                   | Grund- und Sekundarbildung | Claudiana Cole                                         |
| Griechenland           | Ipurgeio Paideias, Threskeumaton, Politismo kai Athletikon Υπουργείο Παιδείας, Θρησκευμάτων, Πολιτισμού και Αθλητισμού                                                          | ΥΠΘΠΑ minedu             | Bildung, Religion, Kultur und Sport seit 2012 | → Liste                                                |
| Iran                   | وزارت آموزش و پرورش ایران Ministerium für Bildung |                          | Bildung | Mohammad Bathaei                                       |
| Israel                 | Misrad HaChinuch, משרד החינוך |                          | | → Liste                                                |
| Italien                | Ministero dell’Istruzione, dell’Università e della Ricerca | MIUR                     | Unterricht, Universitäten und Forschung |                                                        |
| Japan                  | Mombu-Kagaku-shō 文部科学省 | MEXT 文科省 Monkashō     | Bildung, Kultur, Sport, Wissenschaft und Technologie |                                                        |
| Kanada                 | (nur auf der Ebene der Provinzen) |                          | Das Schulsystem in Kanada ist eine Angelegenheit der Provinzen. |                                                        |
| Liechtenstein          | Ministerium für Äusseres, Bildung und Sport |                          | |                                                        |
| Litauen                | Lietuvos Respublikos švietimo ir mokslo ministerija |                          | Bildung und Wissenschaft |                                                        |
| Luxemburg              | Ministère de l’Education nationale, de l’Enfance et de la Jeunesse |                          | Bildung, Kinder und Jugend |                                                        |
| Mexiko                 | Secretaría de Educación Pública | SEP                      | ‚öffentliche Bildung‘ |                                                        |
| Namibia                | Ministry of Education, Arts & Culture | MEAC                     | Grundbildung, Kunst und Kultur | Anna Nghipondoka                                       |
| Namibia                | Ministry of Higher Education, Training and Innovation | MHETI                    | Höhere Bildung, Training und Innovation | Itah Kandji-Murangi                                    |
| Neuseeland             | Ministry of Education Te Tāhuhu o te Mātauranga |                          | |                                                        |
| Niederlande            | Ministerie van Onderwijs, Cultuur en Wetenschap |                          | Bildung, Kultur und Wissenschaft | Ingrid van Engelshoven                                 |
| Österreich             | Bundesministerium für Bildung | BMB                      | Bildung | → Liste                                                |
| Osttimor               | Bildungsministerium Osttimors | MEJD & MESCC             | derzeit in zwei Ministerien aufgeteilt | → Liste                                                |
| Polen                  | Ministerstwo Edukacji i Nauki Ministerium für Bildung und Wissenschaft | MEiN                     | Seit 2021 wieder zusammen Bildung und Erziehung sowie Wissenschaft, Wissenschaft seit 2006 vollständig aus dem Ministerium für Bildung und Wissenschaft ausgegliedert. | Przemysław Czarnek                                     |
| Russland               | Ministerstwo obrasowanija i nauki Rossijskoi Federazii Министерство образования и науки Российской Федерации Ministerium für Bildung und Wissenschaft der Russischen Föderation | Minobrnauki Минобрнауки  | |                                                        |
| Schweiz                | Staatssekretariat für Bildung, Forschung und Innovation Liste der kantonalen Bildungsdepartemente in der Schweiz                                                                | SBFI                     | SBFI nur Koordination von höhere und universitäre Bildung, sowie Forschung Die Primarschulen und die Sekundarschulen sind ganz und die höhere und universitäre Bildung teilweise in der Verantwortung der Kantone. |                                                        |
| Sierra Leone           | Ministry of Education, Youth and Sports |                          | Bildung, Jugend und Sport |                                                        |
| Singapur               | Ministry of Education | MOE                      | |                                                        |
| Spanien                | Ministerio de Educación y Formación Profesional | MEFP                     | Erziehung und Berufliche Bildung | Pilar Alegría                                          |
| Türkei                 | Millî Eğitim Bakanlığı Ministerium für Nationale Bildung | MEB                      | Öffentliche und private Schulen (Vorschule bis Gymnasium) |                                                        |
| Ukraine                | Ministerstwo oswity i nauky Ukrajiny Міністерство освіти і науки України Ministerium für Bildung und Wissenschaft der Ukraine                                                   | MON МОН                  | |                                                        |
| Ungarn                 | Ministerium für Humanressourcen |                          | Gesundheit, Soziales, Jugend, Bildung, Kultur und Sport | Zoltán Balog                                           |
| Vereinigte Staaten     | United States Department of Education | ED / DoED                | |                                                        |
| Vereinigtes Königreich | Bildungsministerium des Vereinigten Königreichs | DfE                      | Die Hauptzuständigkeit liegt bei England sowie in der Rahmengesetzgebung. Das Ministerium ist zuständig für Kinderschutz, Kinderbetreuung, Bildung (Pflicht-, Weiterbildungs- und Hochschulbildung), Lehrlingsausbildung und weitergehende Kompetenzen. Schottland, Wales und Nordirland haben eigene Verwaltungen und Kompetenzen. |                                                        |
| Belarus                | Ministerstwa adukazyi Міністэрства адукацыі | Minadukazyja Мінадукацыя | |                                                        |

## Historische Staaten
- Deutsches Reich: Reichsministerium für Wissenschaft, Erziehung und Volksbildung (1934–1945).